# HMS Tudor
HMS Tudor – brytyjski okręt podwodny należący do trzeciej grupy brytyjskich okrętów podwodnych typu T. Został zbudowany jako P326 w stoczni Devonport Dockyard. Zwodowano go 23 września 1942. Jak dotychczas był jedynym okrętem Royal Navy noszącym tę nazwę, która pochodziła od dynastii Tudorów lub okresu Tudorów.

## Służba
Okręt służył na Dalekim Wschodzie przez większość wojny. Zatopił tam pięć japońskich jednostek żaglowych, cztery japońskie statki przybrzeżne oraz inną jedną jednostkę japońską. Zatopił także niezidentyfikowany statek żaglowy na północ od Sumatry.
Przetrwał wojnę i był dalej w służbie. Sprzedany na złom 1 lipca 1963 i złomowany w Faslane.